# Ruqaya al-Ghasra

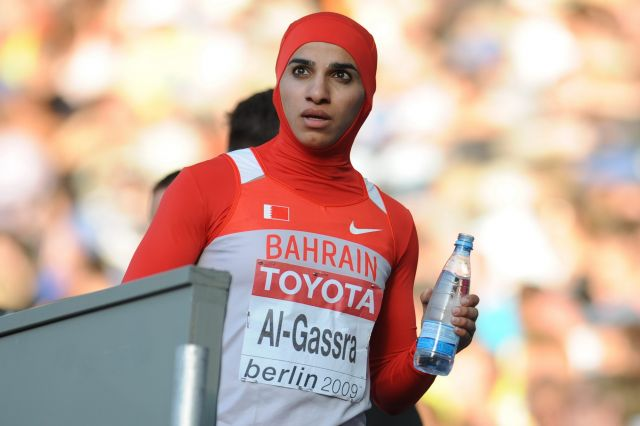
Roqaya al-Gassra, 2009

Ruqaya al-Ghasra (arabisch رقية الغسرة Ruqaya al-Ghasara, DMG Ruqaya al-Ġasara, auch Rakia al-Gassra geschrieben; * 6. September 1982, Bani Jamra) ist eine ehemalige bahrainische Sprinterin.
Die Leichtathletin erregte besonderes Aufsehen durch das Tragen eines langärmeligen Shirts, einer langen Hose und eines dicht schließenden Hidschābs (Kopfbedeckung) bei sportlichen Wettkämpfen, mit denen sie die sogenannte ʿAura ihres Körpers gemäß islamischen Vorschriften so bedeckte, dass nur Hände und Gesicht freiblieben.

## Leben
Al-Ghasra begann ihre sportliche Laufbahn als Basketballspielerin in ihrer Schulmannschaft, kam aber aufgrund ihrer Schnelligkeit mit 19 Jahren zur Leichtathletik. Nachdem sie einige Schulmeisterschaften gewinnen konnte, brachte sie eine Lehrerin 2000 zur nationalen Bahrain Athletics Association, die wenig später ein Programm zur Unterstützung von weiblichen Jugendsportlern startete. Bis dahin konnten sich Frauen in diesem Golfstaat nur in Mannschaftssportarten betätigen, da die Leichtathletikvereine für sie nicht zugänglich waren. Im selben Jahr erreichte al-Ghasra bei den arabischen Jugendmeisterschaften in Damaskus einen sechsten Platz.
Bei den 13. Panarabischen Leichtathletikmeisterschaften in Amman (Jordanien) errang al-Ghasra 2003 Gold über 100 Meter (11,61 s) und im 200-Meter-Lauf (24,09 s). Bei den erstmals 2004 in Teheran ausgetragenen Hallenasienmeisterschaften gewann sie Silbermedaillen über 60 Meter (7,48 s), 200 Meter (24,18 s) und 400 Meter (55,29 s). Bei den Hallenweltmeisterschaften 2004 in Budapest schied sie über 400 Meter schon im Vorlauf aus, obwohl sie mit 54,24 s einen bahrainischen Rekord aufstellte.
Al-Ghasra erfüllte mit 11,39 s als erste Frau aus einem arabischen Land die olympische 100-Meter-Qualifikationsnorm, (Qualifikationsgrenze 11,40 Sekunden) war also nicht wie einige andere Teilnehmerinnen aus islamischen Staaten auf eine Wildcard des IOCs angewiesen. Mit 11,49 s schied sie bei den Olympischen Spielen in Athen im Vorlauf aus, wobei sie das Weiterkommen um sechs Hundertstelsekunden verfehlte.
2005 reichten ihr bei den dritten Westasiatischen Spielen in Doha 12,28 s zum Sieg bei dem erstmals für Frauen ausgetragenen 100-Meter-Lauf. Mit 24 Jahren errang sie bei den Asienspielen 2006 in Katar mit 23,19 s die Goldmedaille im 200-Meter-Lauf vor der Usbekin Goʻzal Xubbiyeva und der Sri-Lankerin Susanthika Jayasinghe, die al-Ghasra im 100-Meter-Lauf, wo sie nach einem Fehlstart 11,40 s erzielte, auf den Bronzerang verdrängt hatten. Diese Asienspiele waren die ersten, bei denen bahrainische Leichtathletinnen eine Medaille gewannen. Während jedoch die eingebürgerte, aus Äthiopien stammende Mittelstreckenläuferin Maryam Yusuf Jamal die für ihre Sportart typische Kleidung trug, war al-Ghasra wie auch einige Athletinnen anderer Nationen so gekleidet, wie es der kulturellen Tradition ihrer Heimat entsprach. Al-Ghasra sagte nach ihrem Sieg in einem Interview, das Tragen von Kleidung nach traditionellen Vorschriften beflügele sie und sei keine Behinderung.
Aufgrund eines Muskelfaserrisses, den sich al-Ghasra im Juli 2007 im linken Oberschenkel zuzog, konnte sie die Weltmeisterschaften im August in Ōsaka und den Asiatischen Hallenspielen im Oktober in Macau nicht bestreiten. Bei den zweiten Hallenasienmeisterschaften im Februar 2008 in Doha errang die genesene al-Ghasra Goldmedaillen über 60 m (7,40 s) und 400 m (53,28 s).

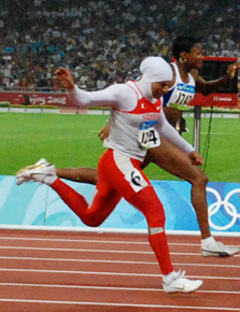
Bei den Olympischen Spielen 2008

Obwohl sie auch über 100 Meter qualifiziert war, kündigte sie vor den Olympischen Spielen in Peking an, sich auf den 200-Meter-Lauf zu beschränken, bei dem sie eine Medaille anstrebte. Sowohl im Vorlauf wie auch im Viertelfinale war sie mit 22,81 s und 22,76 s Erste, im Halbfinale jedoch schied sie als Sechste mit 22,72 s aus.
Bei der Eröffnungsfeier zogen erstmals Frauen als Flaggenträger für Golfstaaten ein, außer al-Ghasra die Iranerin Homa Hosseini und Sheikha Maitha Al Maktoum aus den Vereinigten Arabischen Emiraten.
Al-Ghasra trug in Peking auf dem Kopf einen Hijood, entworfen von der australischen Modedesignerin Aheda Zanetti, die später durch ihren islamkonformen Schwimmanzug Burkini, den sie für ihr Textilunternehmen Ahiida entworfen hatte, bekannt wurde. Der Hijood ist ein haubenförmiger Hidschāb (das Wort ist zusammengesetzt aus den englischen Wörtern für Schleier, Hijab, und Haube, Hood), der Haar und Nacken bedeckt. Zuvor trug sie Kleidung des Sportartikelherstellers Nike. Die fromme Schiitin wollte mit ihrem Auftreten ihre Glaubensgenossinnen dazu anregen, Wettkampfsport zu betreiben, denn Frauensport sei in Bahrain und anderen Golfstaaten neu. Der Präsident der Bahrain Athletics Association (BAA) bezeichnete sie als „Vorbild, besonders für junge Mädchen“. Der Start von Musliminnen mit Kleidung nach traditioneller islamischer Sitte bei Olympischen Spielen wird einerseits als Schritt hin zur Gleichberechtigung in islamischen Ländern betrachtet, andererseits aber auch als Zeichen der Re-Islamisierung wahrgenommen.
Bei den Weltmeisterschaften 2009 in Berlin erreichte al-Ghasra das Halbfinale über 200 Meter und das Viertelfinale über 100 Meter. Am Ende des Jahres trat sie aus gesundheitlichen Gründen zurück. Im Juli 2010 gab der Weltleichtathletikverband IAAF jedoch bekannt, dass bei ihr bei einer Trainingskontrolle eine Woche vor den Weltmeisterschaften 2009 ein Epitestosteron-Verstoß festgestellt wurde und sie eine zweijährige Dopingsperre erhielt. Die Ergebnisse von Berlin wurden gestrichen.
Ihre persönlichen Bestzeiten liegen bei 11,12 s für 100 Meter (Mailand, 2. Juli 2008, arabischer Rekord) und 22,65 s für 200 Meter (Rom, 11. Juli 2008, arabischer Rekord). Al-Ghasra ist 1,70 m groß und wog zu Wettkampfzeiten 65 kg. Sie hat Sport-Management studiert.

## Erfolge
- 2004 Hallenasienmeisterschaften: Silber 60 m, 200 m, 400 m
- 2006 Asienspiele: Gold 200 m, Bronze 100 m
- 2008 Hallenasienmeisterschaften: Gold 60 m, 400 m